# (55428) Cappellaro
Pour les articles homonymes, voir Cappellaro.
(55428) Cappellaro est un astéroïde de la ceinture principale.

## Description
(55428) Cappellaro est un astéroïde de la ceinture principale. Il fut découvert le 14 octobre 2001 à Cima Ekar par le programme Asiago-DLR Asteroid Survey. Il présente une orbite caractérisée par un demi-grand axe de 2,58 UA, une excentricité de 0,18 et une inclinaison de 8,1° par rapport à l'écliptique.

## Compléments